# VOV (Radsportteam)

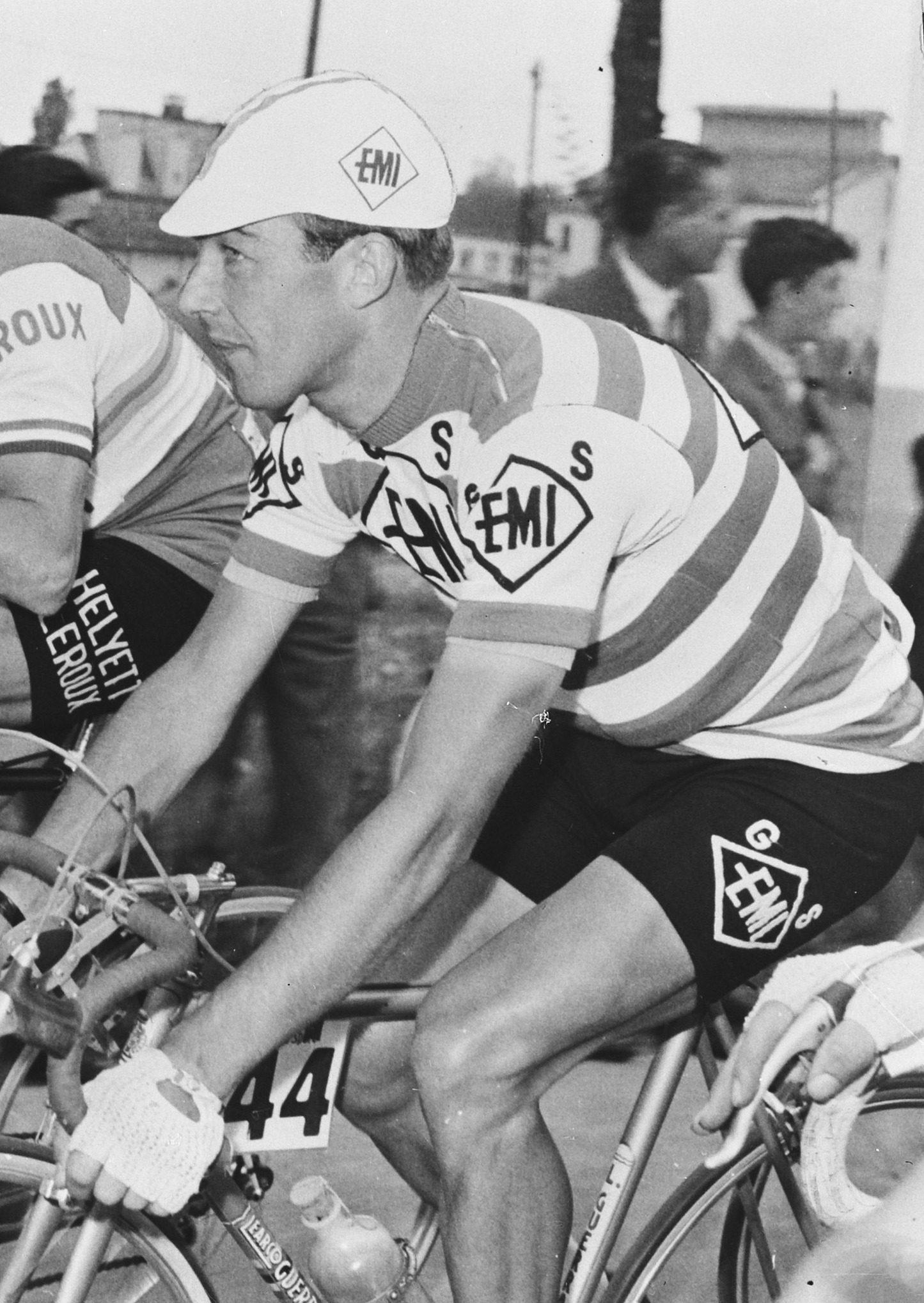
Charly Gaul beim Giro d’Italia 1959

VOV, EMI–Guerra oder EMI war ein italienisches Radsportteam, das von 1959 bis 1961 bestand.

## Geschichte
Das Team wurde 1959 von Learco Guerra gegründet. Neben den Siegen konnten zweite Plätze bei Gran Premio Faema, beim GP Industria/Quarrata, bei Gran Piemonte, Giro di Sardegna sowie Platz 3 beim Omloop der Vlaamse Ardennen, bei Tre Valli Varesine und Platz 5 bei der Coppa Bernocchi erzielen. Im Folgejahr erwirkte das Team zweiter Plätze bei der Trofeo Baracchi, beim Giro del Veneto, Platz 3 beim Giro d’Italia, Platz 7 bei Menton-Genua-Rom und Platz 9 bei der Coppa Bernocchi. 1961 wurde der zweite Platz bei Course de côte du mont Faron, dritte Plätze beim Gran Premio Ayuntamiento de Bilbao und beim Giro dell’Appennino sowie ein zehnter Platz beim Giro di Romagna errungen. Nach der Saison 1961 löste sich das Team auf.

## Erfolge
1959
- Gesamtwertung, vier Etappen und Bergwertung Giro d’Italia
- Gesamtwertung Luxemburg-Rundfahrt
- zwei Etappen Rom–Neapel–Rom
- zwei Etappen Paris-Nizza
- eine Etappe Giro di Sicilia
- Grand Prix des Nations
- Trofeo Baracchi
- Luxemburgischer Meister – Straßenrennen

1960
- zwei Etappen Giro d’Italia
- Gesamtwertung und eine Etappe Luxemburg-Rundfahrt
- eine Etappe Rom–Neapel–Rom
- Manche–Océan
- Luxemburgischer Meister – Straßenrennen

1961
- zwei Etappen Giro di Sardegna
- Arrateko Igoera
- Golf du Mont Agel
- Nizza-Mont Agel

## Wichtige Platzierungen
| Grand Tour            | 1959 | 1960 | 1961 |
| --------------------- | ---- | ---- | ---- |
| Vuelta a EspañaVuelta | –    | DNF  | –    |
| Giro d’ItaliaGiro     | 1    | 3    | 28   |

| Monument                 | 1959 | 1960 | 1961 |
| ------------------------ | ---- | ---- | ---- |
| Mailand–Sanremo          | 22   | 35   | 16   |
| Lüttich–Bastogne–Lüttich | 4    | –    | –    |
| Lombardei-Rundfahrt      | 8    | 24   | –    |

## Bekannte Fahrer
- Armando Pellegrini (1959–1961)
- Charly Gaul (1959–1960)
- Aldo Moser (1959–1960)
- Vittorio Adorni (1961)
- Federico Bahamontes (1961)